# 이맘 샤밀

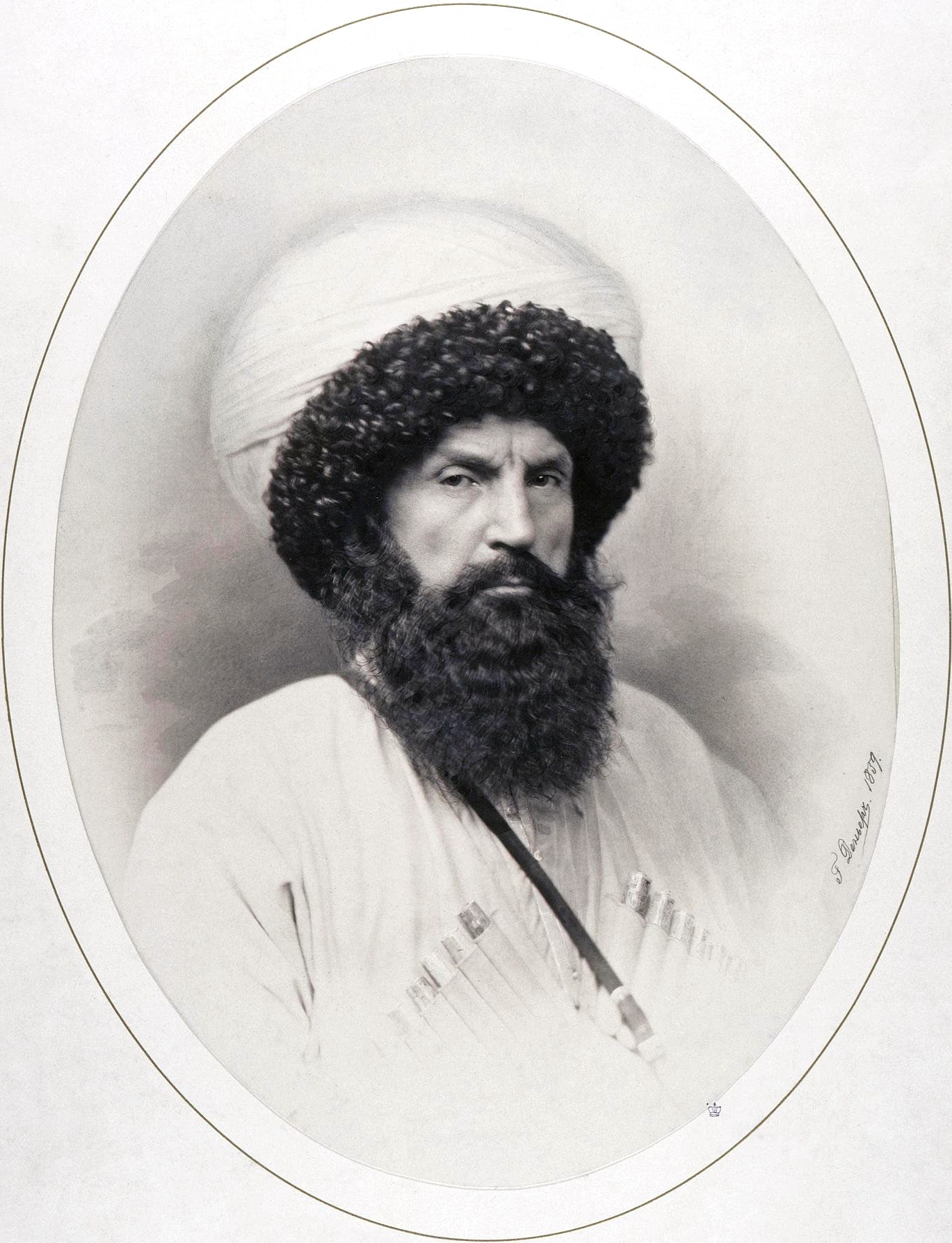
이맘 샤밀

이맘 샤밀(Imam Shamil, Shamyl, Schamil, Schamyl 또는 Shameel, Шейх Шамил, Şeyh Şamil; Имам Шамиль; الشيخ شامل) ("Shaamil") (1797년 6월 26일 ~ 1871년 2월 4일)은 19세기 러시아 제국의 북캅카스 정복에 대한 이슬람의 저항 전쟁을 이끌었던 정치적, 군사적, 영적 지도자로서, 캅카스 이맘국(1840–1859년)의 3대 이맘이자 수피 무슬림의 수피 타라카의 샤이흐이다.

## 생애
이맘 샤밀은 1797년 쿠미크인 혈통의 아바르 무슬림가에서 태어났으며 이 지역은 오늘날 러시아 다게스탄 공화국에 해당하는 김리(Gimry)의 작은 마을에 속했다. 그의 원래 이름은 알리였으나 전통에 따라 그가 병약할 때 이름이 변경되었다. 아버지 Dengau는 지주였으며 이 지위를 통해 샤밀과 그의 친구 가지 몰라는 아랍어와 논리학 등 수많은 주제를 학습할 수 있었다.
샤밀은 러시아 제국이 오스만 제국과 페르시아 제국 영토로 확장해가던 시기에 태어났다. 수많은 캅카스 국가들이 러시아 제국에 저항하기 위해 통일되었으며, 이는 캅카스 전쟁으로 알려져 있다.
샤밀은 러시아, 아르메니아계 여성인 안나 이바노브나 울리카노바(1828~1877년)를 포함한 여러 명의 아내를 두었다. 울리카노바는 이슬람으로 개종하여 Shuanet이라는 이름을 택했다. 1871년 샤밀이 사망한 이후 오스만 제국으로 이주하여 술탄으로부터 연금을 받았다.

## 같이 보기
- 캅카스 전쟁